# Arthrocnodax walkeriana
Arthrocnodax walkeriana är en tvåvingeart som beskrevs av Ephraim Porter Felt 1915. Arthrocnodax walkeriana ingår i släktet Arthrocnodax och familjen gallmyggor. Inga underarter finns listade i Catalogue of Life.